# ニティ・イアオシーウォン

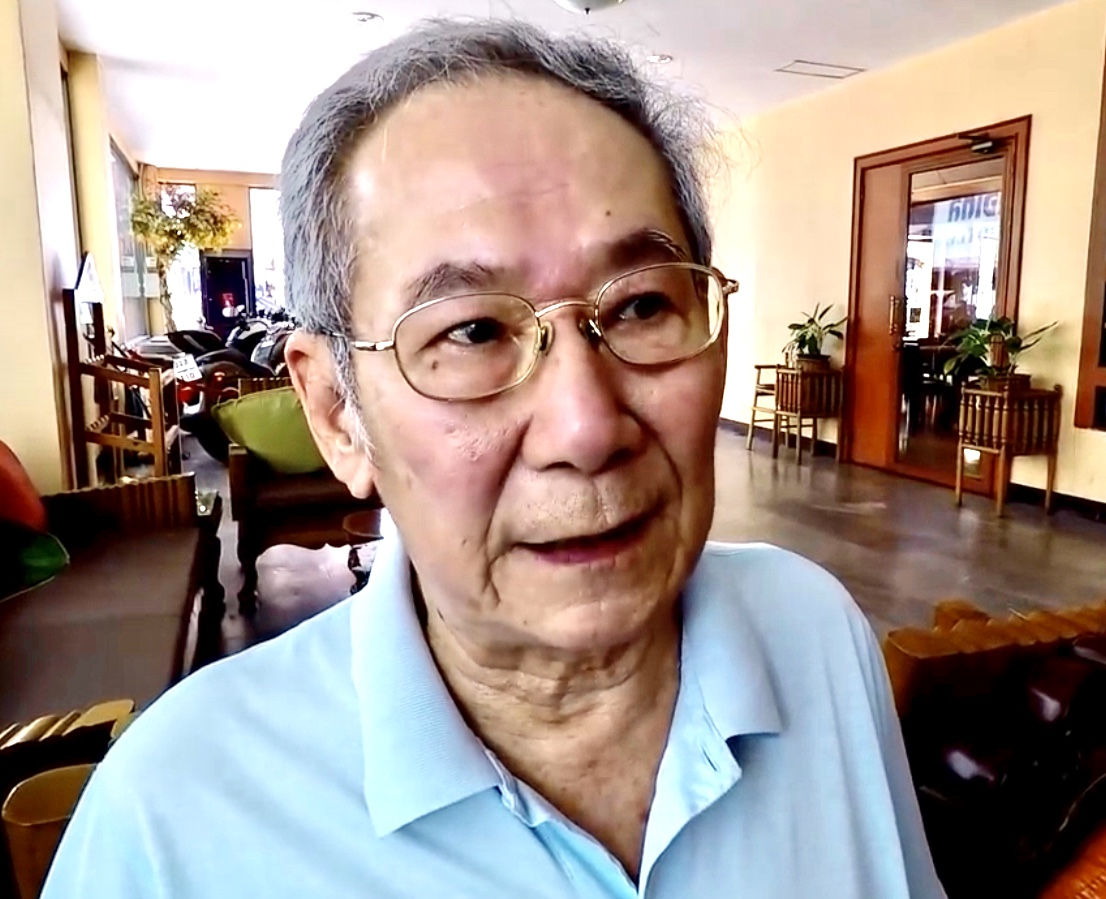
ニティ・イアウシーウォン

ニティ・イアウシーウォン (タイ語: นิธิ เอียวศรีวงศ์、英文表記：Nidhi AeusrivongseないしEoseewong、1940年5月23日 - 2023年8月7日) は、タイ王国の歴史学者。福岡アジア文化賞、シーブーラパー賞受賞者。名字はイヨウシーウォン、イーオシーウォンなどとも表記される。

## 生涯
バンコク生まれ。シーラーチャーにあるアサンプション学校卒業。1962年チュラーロンコーン大学文学部歴史学科卒業。1966年同修士課程修了、チエンマイ大学人文学部歴史学科講師。1971年ミシガン大学博士課程に留学し、1976年同大学で歴史学博士号取得。1985年、チエンマイ大学人文学部教授に就任。
彼の歴史観は「一般庶民が真の歴史をつくる」というものである。なお、学術に関するポータルサイト、Midnight Universityの精力的な寄稿者である。
2023年8月7日、肺がんのため死去。83歳没。

## 著作
英語・日本語で読める物のみ。
- 『ニティ撰集』玉田芳史編、京都大学東南アジア研究センター、1999年
- 『当てにならぬがばかにできない時代―タイの社会と文化』吉川利治訳、2000年 ISBN 9784757140219
- Pen and Sail: Literature and History in Early Bangkok, Chiang Mai: Silkworm Books, 2005, ISBN 9789749575925